# Konstpunk
Konstpunk, sammansatt av konst; och musikstilen punkrock, refererar till punkrock och postpunk med en experimentell tvist, eller med kopplingar till konstskolan, konstvärlden eller avantgarde.
De tidigaste grupperna att bli beskrivna som artpunk var band från New York-scenen i mitten av 1970-talet såsom New York Dolls, Television och Patti Smith. Bands som Wire (vars flesta medlemmar hade studerat konst), och The Ex, som blandade punkrock med jazz, noise och etnisk musik, inspirerades av avantgarde och hade beskrivits som avant-punk. En liknande väg följdes av bland andra Dog Faced Hermans. Fenomenet fick snart nya riktningar i samband med undergroundscenen No Wave under sent 1970-tal till tidigt 1980-tal. Andra band som förknippats med termen artpunk är Fugazi, Goes Cube och Crass.